# Forte Monte Ricco
Il Forte Monte Ricco è stata una fortezza militare costruita a difesa della città di Pieve di Cadore contro l'Impero austro-ungarico. Sorge a 953 metri di altitudine, sulla sommità dell'omonimo monte. Il forte si trova nel territorio comunale di Pieve di Cadore, in provincia di Belluno.